# Municipio de Ecore Fabre
El municipio de Ecore Fabre (en inglés: Ecore Fabre Township) es un municipio ubicado en el condado de Ouachita en el estado estadounidense de Arkansas. En el año 2010 tenía una población de 9407 habitantes y una densidad poblacional de 119,05 personas por km².

## Geografía
El municipio de Ecore Fabre se encuentra ubicado en las coordenadas 33°34′0″N 92°51′36″O / 33.56667, -92.86000. Según la Oficina del Censo de los Estados Unidos, el municipio tiene una superficie total de 79.02 km², de la cual 78.43 km² corresponden a tierra firme y (0.75%) 0.59 km² es agua.

## Demografía
Según el censo de 2010, había 9407 personas residiendo en el municipio de Ecore Fabre. La densidad de población era de 119,05 hab./km². De los 9407 habitantes, el municipio de Ecore Fabre estaba compuesto por el 37.08% blancos, el 59.54% eran afroamericanos, el 0.31% eran amerindios, el 0.56% eran asiáticos, el 0.04% eran isleños del Pacífico, el 0.51% eran de otras razas y el 1.96% pertenecían a dos o más razas. Del total de la población el 1.73% eran hispanos o latinos de cualquier raza.